# Liste der Mitglieder des Sächsischen Landtags 1839/40
Diese Liste gibt einen Überblick über die Mitglieder des Sächsischen Landtags des Jahres 1839/40.

## Zusammensetzung der I. Kammer

### Präsidium
- Präsident: Ernst Gustav von Gersdorf
- Vizepräsident: Christian Adolph Deutrich († 23. Dezember 1839);
 ab 7. Januar 1840 Albert von Carlowitz
- 1. Sekretär: Gustav Heinrich Freiherr von Biedermann
- 2. Sekretär: Paul August Ritterstädt

### Vertreter des Königshauses und der Standesherrschaften
| Besitz oder Institution                                      | Abgeordneter                                    | Bemerkungen |
| ------------------------------------------------------------ | ----------------------------------------------- | ----------- |
| Sächsisches Königshaus                                       | Prinz Johann                                    |             |
| Besitzer der Standesherrschaft Königsbrück                   | Peter Alfred Graf von Hohenthal                 |             |
| Besitzer der Standesherrschaft Reibersdorf                   | Heinrich Graf von Einsiedel                     |             |
| Bevollmächtigter der Herrschaft Wildenfels                   | Max Constans Herrmann von Carlowitz-Maxen       |             |
| Vertreter der vier Schönburgischen Lehnsherrschaften         | Carl Heinrich Alban Graf und Herr von Schönburg |             |
| Bevollmächtigter der fünf Schönburgischen Rezessherrschaften | Albert von Carlowitz                            |             |
| Vertreter der Universität Leipzig                            | Friedrich Adolph Schilling                      |             |

### Vertreter der Geistlichkeit
| Amt                                  | Abgeordneter                            | Bemerkungen |
| ------------------------------------ | --------------------------------------- | ----------- |
| Evangelischer Oberhofprediger        | Christoph Friedrich von Ammon           |             |
| Dekan des Domstifts zu Bautzen       | Ignaz Bernhard Mauermann                |             |
| Superintendent zu Leipzig            | Christian Gottlob Lebrecht Großmann     |             |
| Vertreter des Kollegiatstifts Wurzen | Gustav Heinrich Freiherr von Biedermann |             |
| Vertreter des Hochstifts Meißen      | Georg Adolph von Leipziger              |             |

### Auf Lebenszeit gewählte Abgeordnete der Rittergutsbesitzer
| Wahlbezirk            | Abgeordneter                                              | Bemerkungen |
| --------------------- | --------------------------------------------------------- | ----------- |
| Meißner Kreis         | Gottlob Friedrich von Thielau                             |             |
| Meißner Kreis         | Heinrich Ludwig von Erdmannsdorf                          |             |
| Meißner Kreis         | Dietrich von Miltitz                                      |             |
| Erzgebirgischer Kreis | Christian Friedrich Meinhold                              |             |
| Erzgebirgischer Kreis | Caspar Carl Philipp Utz von Schönberg                     |             |
| Oberlausitz           | Gottlob Heinrich von Minkwitz                             |             |
| Oberlausitz           | Wilhelm Carl Heinrich von Polenz                          |             |
| Oberlausitz           | Carl Friedrich Wilhelm August von Ziegler und Klipphausen |             |
| Leipziger Kreis       | Heinrich Wilhelm Crusius                                  |             |
| Leipziger Kreis       | Karl Friedrich Anton Graf von Hohenthal                   |             |
| Vogtländischer Kreis  | Carl Gustav Freiherr von Beust                            |             |
| Vogtländischer Kreis  | Carl von Metzsch                                          |             |

### Rittergutsbesitzer durch Königliche Ernennung
- Ernst Gustav von Gersdorf
- Hans Adolph von Hartitzsch
- Hans Friedrich Curt von Lüttichenau
- Wilhelm Eberhard Ferdinand von Pflugk
- Curt Ernst von Posern
- Heinrich LXIII. Reuß zu Köstritz
- Otto Rudolph Graf Vitzthum von Eckstädt
- Rudolph Friedrich Theodor von Watzdorf
- Curt Robert Freiherr von Welck
- Ludwig Friedrich Ferdinand von Zedtwitz

### Magistratspersonen
| Wahlbezirk | Abgeordneter                                 | Bemerkungen                 |
| ---------- | -------------------------------------------- | --------------------------- |
| Dresden    | Karl Balthasar Hübler, Bürgermeister         |                             |
| Leipzig    | Christian Adolph Deutrich, Bürgermeister     | † 23. Dezember 1839         |
| Leipzig    | Johann Carl Groß, Bürgermeister              | eingetreten am 5. März 1840 |
| Freiberg   | Ernst Wilhelm Bernhardi, Bürgermeister       |                             |
| Schneeberg | Carl Ludwig Schill, Bürgermeister            |                             |
| Pirna      | Paul August Ritterstädt, Bürgermeister       |                             |
| Plauen     | Ernst Wilhelm Gottschald, Bürgermeister      |                             |
| Bautzen    | Adolph Traugott Eduard Starke, Bürgermeister |                             |
| Chemnitz   | Christian Friedrich Wehner, Bürgermeister    |                             |

## Zusammensetzung der II. Kammer

### Präsidium
- Präsident: Karl Heinrich Haase
- Vizepräsident: Ernst Philipp von Kiesenwetter;
ab 7. April 1840 Carl Friedrich Reiche-Eisenstuck
- 1. Sekretär: Robert Gotthardt Schröder
- 2. Sekretär: Friedrich Theophil Hensel

### Abgeordnete der Rittergutsbesitzer
| Wahlbezirk            | Abgeordneter                                           | stellvertretender Abgeordneter                      | Bemerkungen                                                                                 |
| --------------------- | ------------------------------------------------------ | --------------------------------------------------- | ------------------------------------------------------------------------------------------- |
| Erzgebirgischer Kreis | Georg Heinrich Wolf von Arnim                          | Christian August Hähnel                             |                                                                                             |
| Erzgebirgischer Kreis | Johann Carl Wilhelm Graf von Ronnow                    | ?                                                   |                                                                                             |
| Erzgebirgischer Kreis | Rudolf Benno von Römer                                 | Carl Friedrich Hildebrand von Einsiedel             |                                                                                             |
| Leipziger Kreis       | Friedrich Wilhelm Georg aus dem Winkel                 | August Gottlieb von Petrikowski-Lindenau            |                                                                                             |
| Leipziger Kreis       | Theodor Alexander Platzmann                            | August Ferdinand Stockmann                          |                                                                                             |
| Leipziger Kreis       | Carl Heinrich Adolph Anton von Leipziger               | Wilhelm Ernst Adolph aus dem Winkel                 |                                                                                             |
| Leipziger Kreis       | Friedrich Freiherr von Friesen                         | Friedrich Teichmann                                 |                                                                                             |
| Meißner Kreis         | Carl Julius Wilhelm von Oppel                          | Friedrich von Berlepsch                             |                                                                                             |
| Meißner Kreis         | Heinrich Adolph Sahrer von Sahr                        | Ludwig Wilhelm Ferdinand von Beschwitz              |                                                                                             |
| Meißner Kreis         | Friedrich Wilhelm Schäffer                             | Ferdinand Anton Serre                               |                                                                                             |
| Meißner Kreis         | Carl Ferdinand Leopold Sigismund Edler von der Planitz | Carl Heinrich Schulze                               |                                                                                             |
| Meißner Kreis         | Moritz Dam von der Pforte                              | Julius Bernhard von Könneritz                       |                                                                                             |
| Oberlausitz           | Ernst Philipp von Kiesenwetter                         | Carl Wilhelm von Standfest                          | Kiesenwetter † 12. Dezember 1840 (zuvor krankheitsbedingt weitgehend vom Landtag beurlaubt) |
| Oberlausitz           | Carl Gottlob von Hartmann                              | Friedrich Theodor von Criegern                      |                                                                                             |
| Oberlausitz           | Julius Gottlob Nostitz und Jänckendorf                 | Christian Graf und edler Herr zur Lippe-Biesterfeld |                                                                                             |
| Oberlausitz           | Carl Wilhelm Traugott von Mayer                        | Egon Heinrich Gustav von Schönberg                  |                                                                                             |
| Oberlausitz           | Heinrich Erdmann August von Thielau                    | Warner Reinhold Geißler                             |                                                                                             |
| Vogtländischer Kreis  | Johann Gottfried Döhler                                | Alexander August von Beulwitz                       |                                                                                             |
| Vogtländischer Kreis  | Ludolph Hermann Kasten                                 | Friedrich Wilhelm von der Heydte                    |                                                                                             |
| Vogtländischer Kreis  | Otto Friedrich Heinrich von Watzdorf                   | Heinrich Ludolph Kasten                             |                                                                                             |

### Abgeordnete der Städte
| Wahlbezirk | Abgeordneter                       | stellvertretender Abgeordneter | Bemerkungen                                                                                 |
| ---------- | ---------------------------------- | ------------------------------ | ------------------------------------------------------------------------------------------- |
| 1          | Friedrich Rudolph Sörnitz          | Wilhelm Anton                  |                                                                                             |
| 2          | Robert Gotthardt Schröder          | Wilhelm Traugott Wenzel        |                                                                                             |
| 3          | Carl Schwabe                       | Moritz Löhnig                  |                                                                                             |
| 4          | Christian Friedrich Traugott Klien | Robert Julius Sulzberger       |                                                                                             |
| 5          | Christian Gottfried Schmidt        | vakant                         | Der bisherige Abg. Christian Gottlob Atenstädt trat kurz vor dem Landtag aus der Kammer aus |
| 6          | Carl Gustav Esaias Häntzschel      | Carl August Hähnel             |                                                                                             |
| 7          | Hermann Adolph Klinger             | Carl Ferdinand Hering          |                                                                                             |
| 8          | Carl Friedrich Sachße              | Carl Gottlob Stecher           |                                                                                             |
| 9          | Carl August Erchenbrecher          | Gottfried Wilhelm Nägler       |                                                                                             |
| 10         | Karl Friedrich Adolph Wieland      | August Ferdinand Oehme         |                                                                                             |
| 11         | Carl Friedrich Reiche-Eisenstuck   | Carl Wilhelm Blüher            |                                                                                             |
| 12         | Moritz Rothe                       | Constantin Cäsar Kellermann    |                                                                                             |
| 13         | Johann Traugott Theodor Seidel     | Traugott Friedrich Graff       |                                                                                             |
| 14         | Karl Rahlenbeck                    | Carl Ziegler                   |                                                                                             |
| 15         | Georg Rudolph von Welck            | Martin Gotthard Oberländer     |                                                                                             |
| 16         | Johann Friedrich Ploß              | Christian Samuel Petzold       |                                                                                             |
| 17         | Alexander Karl Herrmann Braun      | Georg Auerswald                |                                                                                             |
| 18         | Carl Todt                          | Robert Siegismund Schanz       |                                                                                             |
| 19         | Friedrich Theophil Hensel          | Gustav Friedrich Held          |                                                                                             |
| 20         | Christian Ehrenfried Püschel       | Ernst Friedrich Wilhelm Just   |                                                                                             |
| Chemnitz   | Gotthelf Christian Hübner          | Ernst Moritz Müller            |                                                                                             |
| Dresden    | Christian Gottlieb Eisenstuck      | Ludwig Wilhelm Tischer         | exakte Benennung des Dresdner Wahlbezirks erfolgt in vorliegenden Quellen nicht             |
| Dresden    | Carl Ludwig Meisel                 | Friedrich Adolph August Struve | exakte Benennung des Dresdner Wahlbezirks erfolgt in vorliegenden Quellen nicht             |
| Leipzig    | Karl Heinrich Haase                | Eduard August Steche           | exakte Benennung des Leipziger Wahlbezirks erfolgt in vorliegenden Quellen nicht            |
| Leipzig    | Gustav Moritz Clauß                | Ludwig Zenker                  | exakte Benennung des Leipziger Wahlbezirks erfolgt in vorliegenden Quellen nicht            |

### Abgeordnete des Bauernstandes
| Wahlbezirk | Abgeordneter                     | stellvertretender Abgeordneter | Bemerkungen                                                                               |
| ---------- | -------------------------------- | ------------------------------ | ----------------------------------------------------------------------------------------- |
| 1          | Johann Gottfried Wehler          | Johann Carl Friedrich Hüfner   |                                                                                           |
| 2          | Christian Friedrich Kirmse       | Christian Gottlieb Steinbach   |                                                                                           |
| 3          | Friedrich Wilhelm Müller         | Christian Gottlob Teichmann    |                                                                                           |
| 4          | Friedrich Wedag                  | Wilhelm Ehrenfried Geiler      |                                                                                           |
| 5          | Friedrich Adolph Schlegel        | Friedrich August Müller        |                                                                                           |
| 6          | Johann Gottlieb Winkler          | Leberecht Märkel               |                                                                                           |
| 7          | Gottlob Fürchtegott Haußwald     | Carl Friedrich Gietzelt        |                                                                                           |
| 8          | Carl Gottlob Frenzel             | Johann Gottfried Müller        |                                                                                           |
| 9          | Johann Traugott Walther          | vakant                         | Der bisherige Abg. August Friedrich Dammann durch Erlöschen der Wählbarkeit ausgeschieden |
| 10         | Johann Gottlieb Rost             | Friedrich Wilhelm Händel       |                                                                                           |
| 11         | Gottlob Traugott Gruhle          | Johann Gottfried Löser         |                                                                                           |
| 12         | Johann Gottlob Friedrich Pfeifer | Karl Gotthelf Steiger          |                                                                                           |
| 13         | August Friedrich Siegert         | Carl Gottlob Küchenmeister     |                                                                                           |
| 14         | Carl August Puttrich             | Carl Joseph Thümer             |                                                                                           |
| 15         | Karl Friedrich Wilhelm Heyn      | Carl Ferdinand Oehme           |                                                                                           |
| 16         | Eduard Wilhelm Breitfeld         | Karl Heinrich Scheidhauer      |                                                                                           |
| 17         | Johann Friedrich Schiller        | Karl Edler von Querfurth       |                                                                                           |
| 18         | Karl Friedrich Naundorf          | Johann Gottfried Georgi        |                                                                                           |
| 19         | Johann Gottfried Vogel           | Adam Gottlieb Schwarzenberg    |                                                                                           |
| 20         | Carl Traugott Speck              | Johann Gottlob Trampel         |                                                                                           |
| 21         | Gottlieb Scholze                 | Johann Gottfried Riedel        |                                                                                           |
| 22         | Christian Gottfried Zimmermann   | Karl Gottlob Domsch            |                                                                                           |
| 23         | Karl Gottlob Zische              | Carl Gottlieb Schäfer          |                                                                                           |
| 24         | Johann Miehle                    | Johann Lehmann                 |                                                                                           |
| 25         | Johann Isidor Kockul             | Johann Traugott Herrmann       |                                                                                           |

### Vertreter des Handels und Fabrikwesens
| Bezirk | Abgeordneter               | stellvertretender Abgeordneter | Bemerkungen |
| ------ | -------------------------- | ------------------------------ | ----------- |
| 1      | Heinrich August Kölbing    | Karl Gottlieb Zische           |             |
| 2      | Heinrich Poppe             | Carl Coith                     |             |
| 3      | Friedrich Michael Eckhardt | Julius Oehler                  |             |
| 4      | Peter Otto Clauß           | Adolph Hecker                  |             |
| 5      | Robert Georgi              | Friedrich Wilhelm Facilidis    |             |